# Вино из одуванчиков
«Винo из одуванчиков» (англ. Dandelion Wine) — роман американского писателя Рэя Брэдбери, впервые изданный в 1957 году.
Вместе с романами «Лето, прощай!» и «Надвигается беда», представляет трилогию воспоминаний Брэдбери о детстве, проведённом в Уокигане. «Вино из одуванчиков» — произведение, выделяющееся среди литературного творчества Рэя Брэдбери личными переживаниями писателя. Это во многом автобиографическая книга. Главный герой — мальчик по имени Дуглас Сполдинг — является аллюзией на самого Брэдбери: Дуглас — это его второе имя, а Сполдинг — девичья фамилия его бабушки по отцу.
В 1971 году экипаж космического корабля «Аполлон-15» присвоил одному из кратеров Луны название Одуванчик в честь повести «Вино из одуванчиков» (название пока не утверждено Международным астрономическим союзом).

## Сюжет
Действие происходит летом 1928 года в вымышленном городе Гринтауне, штат Иллинойс, прототипом которого является родной город Брэдбери — Уокиган. В центре сюжета — братья Сполдинг: Дуглас (12 лет) и Том (10 лет). Повесть состоит из вереницы историй, приключившихся в маленьком городке за три летних месяца с братьями, их родственниками, соседями, друзьями, знакомыми.
Дедушка Тома и Дугласа каждое лето готовит вино из одуванчиков. Часто Дуглас размышляет о том, что это вино должно хранить в себе текущее время, те события, которые произошли, когда вино было сделано: «Вино из одуванчиков. Сами эти слова — точно лето на языке. Вино из одуванчиков — пойманное и закупоренное в бутылке лето».

## Продолжение
Изначально повесть задумывалась более сложной и объёмной, но однофамилец писателя, редактор Уолтер Брэдбери предложил писателю: «Возьми эту книгу за уши и потяни в разные стороны. Она разорвётся на две части. Каждая вторая [история] выпадет, а оставшиеся займут своё место. Они образуют твою первую книгу, а оставшиеся — продолжение». Однако продолжение под названием «Лето, прощай!» вышло только в 2006 году, а не вошедшие рассказы были изданы ещё через год сборником «Летнее утро, летняя ночь».

## Экранизации
- «Вино из одуванчиков» (1972)[4]. Режиссёр: Родион Нахапетов
- «Вино из одуванчиков» (телефильм, Россия, 1997). Режиссёр: Игорь Апасян

## Влияние
- В названии спектакля «Земляничное вино», постановка которого играет важную роль в сюжете российского фильма 2023 года «Каникулы», угадывается название романа Брэдбери[5].